# 長尾高景
長尾 高景（ながお たかかげ）は、南北朝時代の武将。上杉氏の家臣。越後長尾氏2代当主。越後国守護代。

## 略歴
父・長尾景恒の後を継いで上杉氏に仕える。貞治5年（1366年）に上杉憲顕より越後守護代に任じられ、蒲原郡を拠点として勢力を伸ばした。兄弟の長景・景晴達はそれぞれ上田長尾家・古志長尾家などに分かれた。
上杉憲方の子・竜命丸（後の上杉房方）を越後へ迎え、春日山城を築いて竜命丸の居城とし、自身は支城の鉢ヶ峰城に詰めたと云われる。嘉慶2年（1388年）には越後出雲崎から佐渡へ進駐した。その後元中6年/康応元年（1389年）に陣没したとも、討ち死にしたとも云われる。高景の跡は邦景が継ぐが、のちに景房の系統がこれに替わることになる。